# Marzanna Bogumiła Kielar
Marzanna Bogumiła Kielar (* 8. Februar 1963 in Gołdap) ist eine polnische Lyrikerin.

## Biografie
Kielar ist Absolventin der Philosophischen Fakultät der Warschauer Universität, Professorin an der Sonderpädagogischen Akademie in Warschau und Stipendiatin der Europäischen Kultur- und Universitätsstiftung in Europa in den USA, Skandinavien und Asien. Ihre Gedichte wurden in 23 Sprachen übersetzt. Sie ist Mitglied des polnischen PEN-Clubs und des polnischen Schriftstellerverbandes. Texte von ihr wurden von Henryk Bereska und Karl Dedecius übersetzt und publiziert im Muschelhaufen 2001, in der Anthologie Es ist Zeit, wechsle die Kleider sowie in der Auswahl von Karl Dedecius „Poesie des 20. Jahrhunderts“, aufgenommen als einer der zehn wichtigsten Lyriker ihrer Generation.

## Werke
- Sacra conversazione, Suwalskie Towarzystwo Kultury, Suwałki 1992.
- Materia prima, Obserwator, Poznań 1999, ISBN 83-87235-17-2.
- In den Rillen eisiger Stunden, Edition Solitude, Stuttgart 2000, ISBN  3-929085-62-3.
- Umbra, Prószyński i S-ka, Warszawa 2002.
- Monodia, „Znak“, Kraków 2006, ISBN 83-240-0643-5.
- Salt Monody, Zephyr Press, Brookline 2006, ISBN 0-939010-86-0.
- Brzeg, Oficyna Wydawnicza Łośgraf, Warszawa 2010, ISBN 978-83-87572-10-5.
- Materia prima. Wiersze wybrane, Faber, Veliko Tarnovo 2015, ISBN 978-619-00-0200-0.
- Nawigacje, Wydawnictwo Znak, Kraków 2018, ISBN 978-83-240-5374-2.
- Vaje iz neobstoja. Izbrane pesmi, Sozvezdja, Ljubljana 2018, ISBN 978-961-04-0511-5.
- Sacra conversazione, Kuća Poezije, Banja Luka 2020, ISBN 978-99976-28-24-4.

In deutscher Übersetzung:
- Lass uns die Nacht. Aus dem Polnischen von Renate Schmidgall. Edition Lyrik Kabinett bei Hanser, München 2020, ISBN 978-3-446-26754-1.

## Preise
- 1993: Nagroda Fundacji im. Kościelskich, Genewa
- 1993: Nagroda im. K. Iłłakowiczówny
- 1993: Nagroda "Czasu Kultury"
- 1995: Kryształ Vilenicy, Slowenien
- 2000: Paszport "Polityki"
- 2000: Hubert Burda Preis, Deutschland
- 2000: Nominacja do Nagrody Nike
- 2018: Nagroda Warszawskiej Premiery Literackiej
- 2019: Nagroda Poetycka im. Konstantego Ildefonsa Gałczyńskiego – Orfeusz Mazurski
- 2019: Nominacja do Nagrody Poetyckiej im. Wisławy Szymborskiej

## Auszeichnungen
- 2007: Bronzenes Verdienstkreuz der Republik Polen

## Bibliografie
- Barbara Marzęcka, Kielar Marzanna Bogumiła, in: Polscy pisarze i badacze literatury przełomu XX i XXI wieku. Słownik biobiliograficzny, Band I (opracował zespół pod redakcją Alicji Szałagan), Warschau 2011, S. 121–123